# 安娜·莫尔卡·艾哈迈德
安娜·莫尔卡·艾哈迈德（1917年8月13日—1994年4月20日）是一位巴基斯坦艺术家，卡拉什人。她是该国1947年独立后美术的先驱。曾任拉合尔旁遮普大学的美术教授。

## 生平
安娜·莫尔卡·艾哈迈德于1917年8月13日出生在英國伦敦，原名安娜·莫莉·布里杰。他的父亲是俄罗斯犹太人，母亲是波兰犹太人。1935年，18岁的她皈依伊斯兰教，1939年10月嫁给当时在伦敦学习的谢赫·艾哈迈德。她在伦敦的圣马丁艺术学院学习绘画、雕塑和设计，并获得了皇家艺术学院的奖学金。
艾哈迈德于1940年搬到拉合尔，除了绘画，还在旁遮普大学教授美术。她在旁遮普大学建立了现在称为艺术与设计学院的美术系，她领导这个学院直到1978年。
1951年，艾哈迈德与丈夫离婚，但她和两个女儿一直留在巴基斯坦，直到1994年4月20日去世。